# Conchy-sur-Canche
Conchy-sur-Canche é uma comuna francesa na região administrativa de Altos da França, no departamento de Pas-de-Calais. Estende-se por uma área de 9,83 km². Em 2010 a comuna tinha 223 habitantes (densidade: 22,7 hab./km²).